# Myrmeleon zebidee
Myrmeleon zebidee là một loài côn trùng trong họ Myrmeleontidae thuộc bộ Neuroptera. Loài này được New & Smithers miêu tả năm 1994.